# Mineração a céu aberto

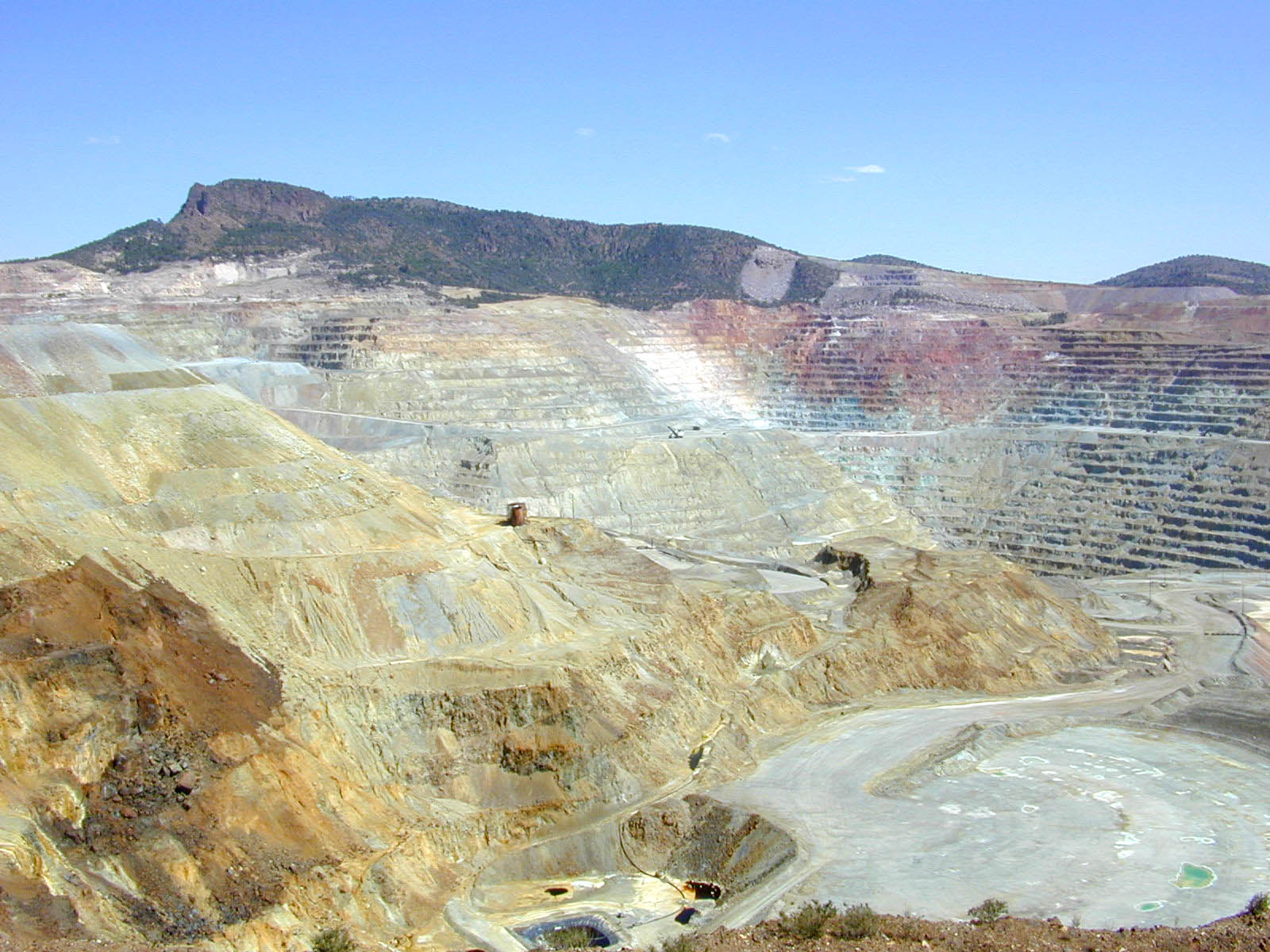
A Mina El Chino localizada próximo de Silver City, Novo México é uma mina de cobre a céu aberto

Mineração a céu aberto refere-se ao método de extração de rochas ou minerais da terra por sua remoção de um poço aberto ou de uma escavação em empréstimo. O termo é usado para diferenciar esta forma de mineração dos métodos extrativos que requerem perfuração de túneis na terra - mineração subterrânea. A mineração a céu aberto é usada quando depósitos de minerais ou rochas comercialmente úteis são encontrados perto da superfície; isto é, onde a espessura do terreno de cobertura (situado por cima do material de interesse, e que tem de ser removido para se chegar a este) é relativamente pequena ou o material de interesse é estruturalmente impróprio para a abertura de túneis (como é o caso de areias, cinzas vulcânicas e cascalhos). Onde os minerais ocorrem muito abaixo da superfície, e a espessura dos terrenos de cobertura é grande ou o mineral ocorre em veios na rocha - o material de interesse é extraído usando métodos de mineração subterrânea.  As minas a céu aberto são ampliadas tipicamente até que o recurso mineral (ou o lote de terra possuído pela companhia de mineração) se esgote.
Minas a céu aberto de onde se extraem materiais de construção e pedra ornamental são geralmente chamadas pedreiras. A maioria das pessoas dificilmente distingue os vários tipos de minas a céu aberto, como pedreiras, empréstimos, minas de aluvião, e as minas de lavra em tiras.
As minas a céu aberto são geralmente expandidas até que o recurso mineral seja esgotado, ou até que a razão crescente entre o volume de terreno de cobertura e o volume de minério torne a continuação da extração não-económica. Quando tal acontece, as minas a céu aberto podem ser transformadas em aterros sanitários. Porém, em geral, é necessário que exista algum tipo de controlo da água para a mina não se transformar em lago.
Materiais extraídos de minas a céu aberto incluem:
- Argila
- Carvão
- Coquina
- Granito
- Gravilha
- Gesso
- Calcário
- Mármore
- Metais: cobre, ferro, por exemplo
- Areia e cascalho
- Arenito

## Minas a céu aberto
Lista com as maiores minas a céu aberto que possuem um artigo na Wikipédia:
- Chuquicamata – Chile uma mina de cobre; a maior mina a céu aberto do mundo.
- Mina El Chino – mina de cobre em Silver City (Novo México).
- Lavender Pit – mina de cobre em Cochise County, Arizona.

## Outras imagens

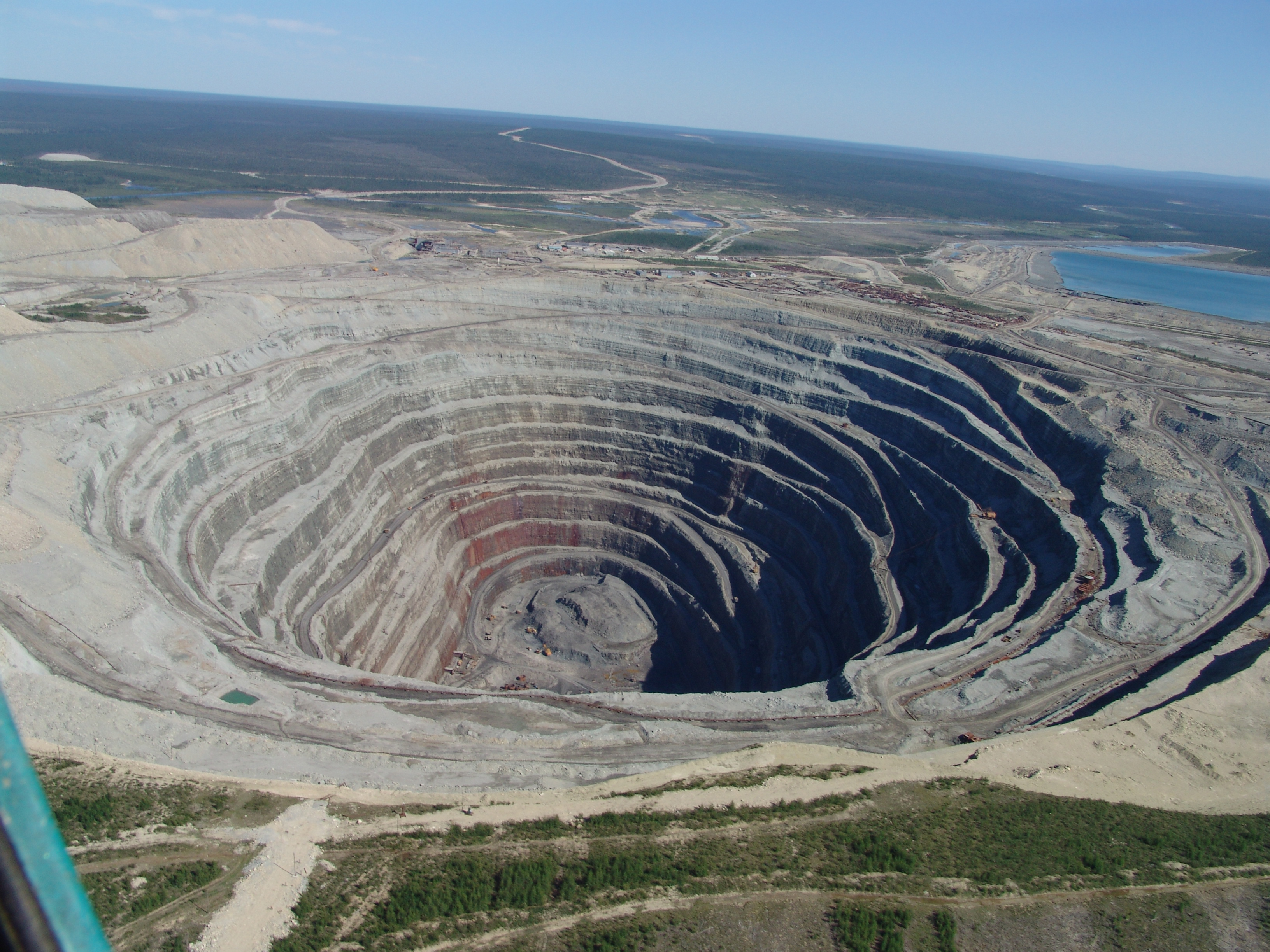
Mineração de diamante a céu aberto em Sakha, Rússia
Garzweiler, Alemanha
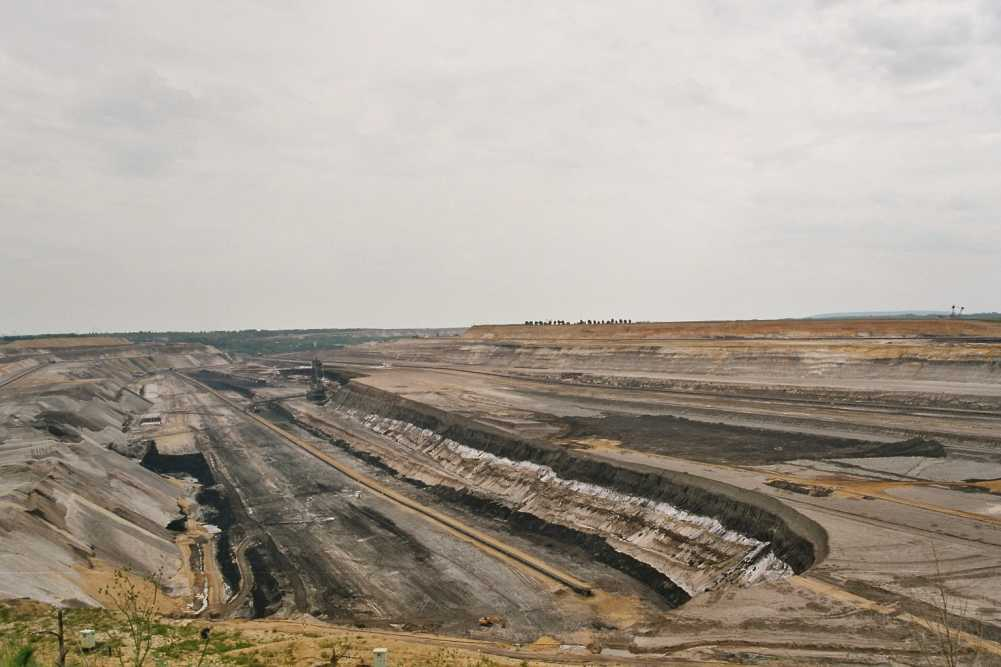
Garzweiler, Alemanha
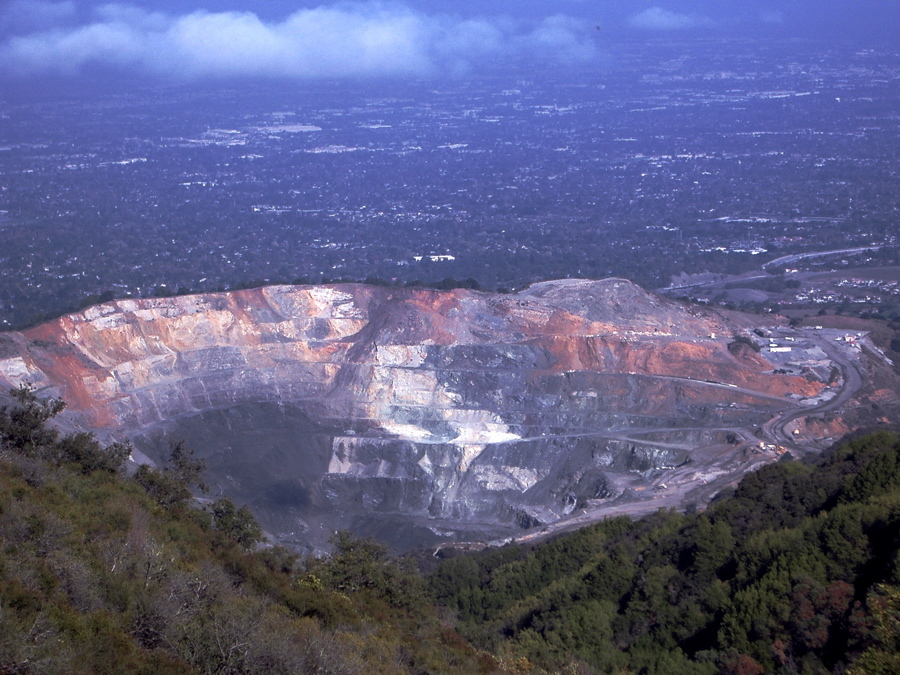
Cimento, Califórnia, Estados Unidos
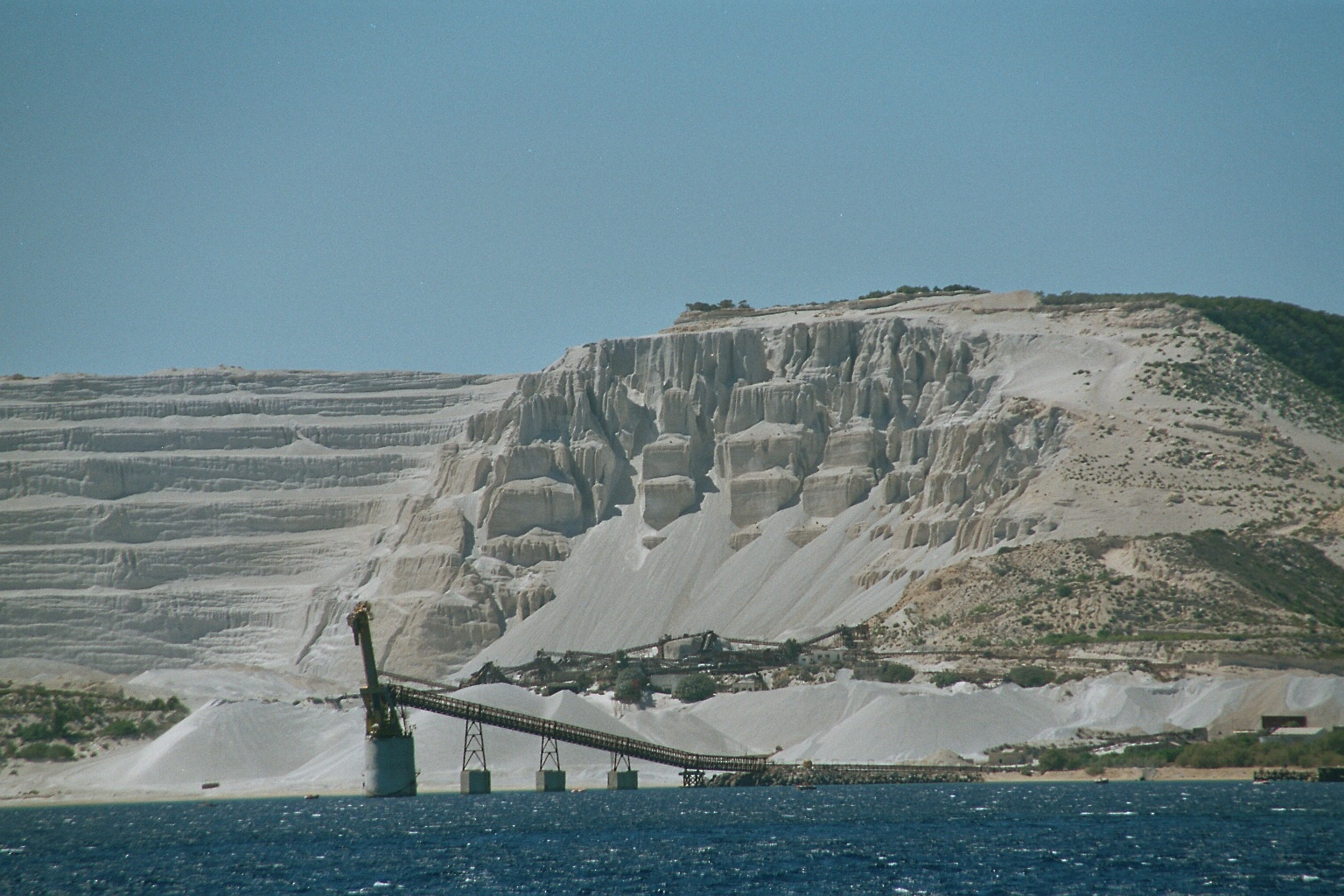
Mineração de pedra pomes
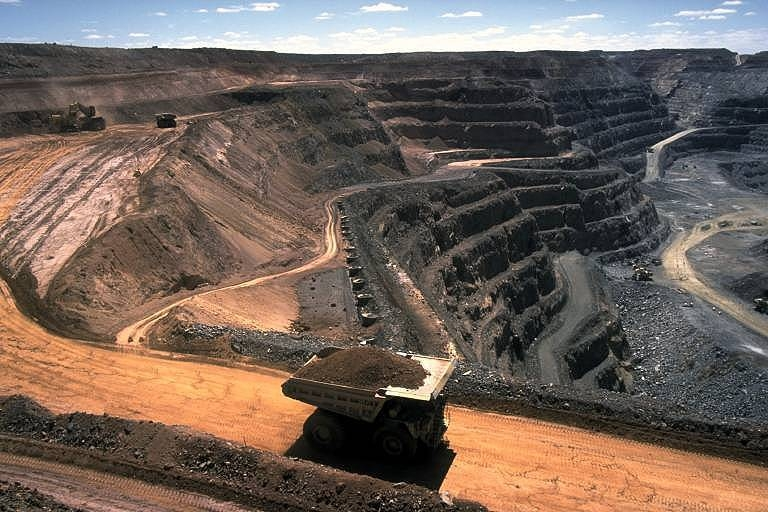
Mina de carvão
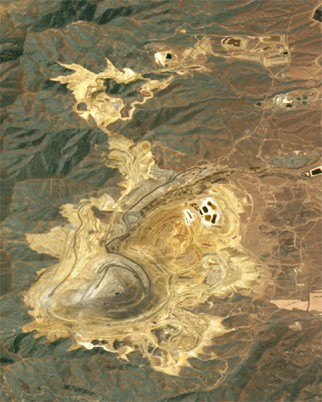
Mina de cobre
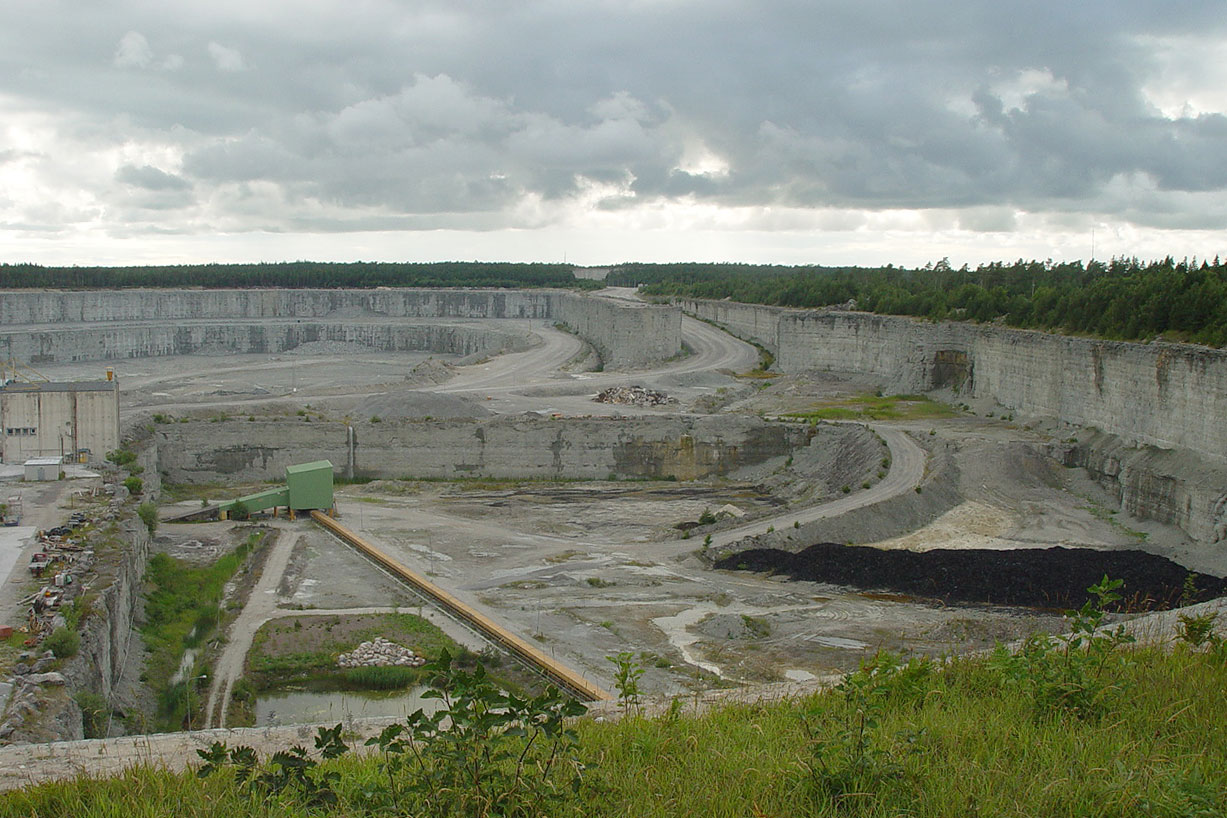
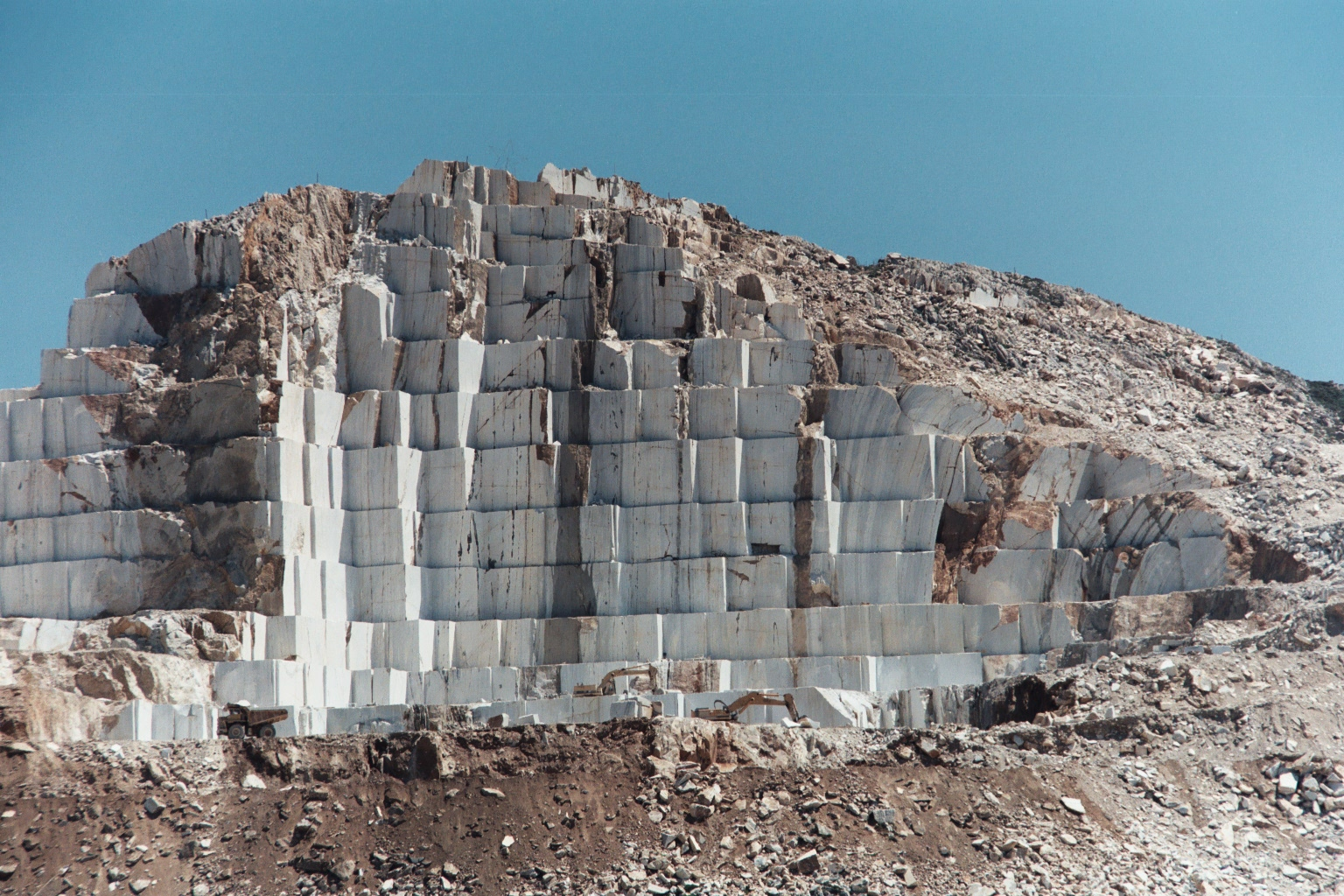